# Natuurgodsdienst

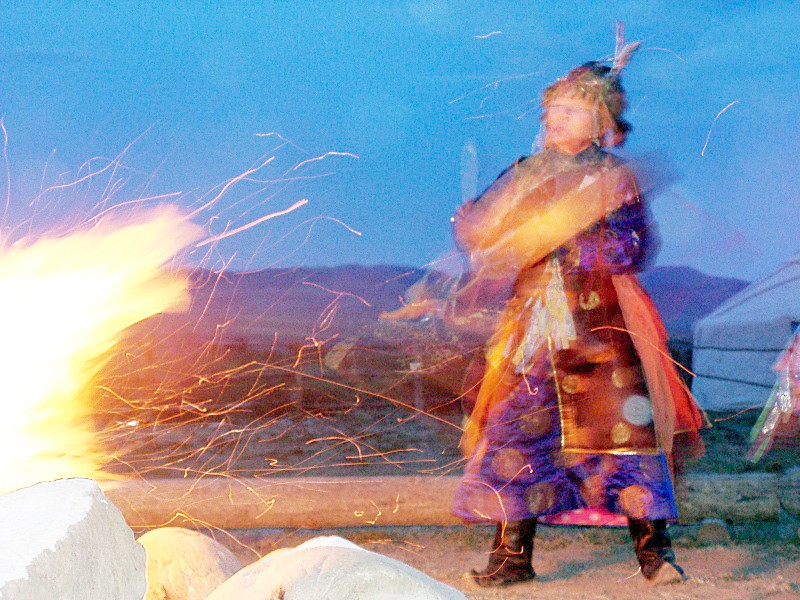
Toevaanse sjamaan tijdens een vuurceremonie

Een natuurgodsdienst of natuurreligie is een religie die vooral op natuurverschijnselen, zoals donder en bliksem, regen, wind en vuur is gebaseerd en die de krachten van de natuur aanbidt.

## Omschrijving
Zaken die als goden aanbeden worden, kunnen onder andere zijn: dieren, de zon, de maan, rivieren of de regen.
Vaak wordt in een natuurreligie geloofd dat men na het huidige leven voortleeft als een geest die invloed heeft op de nabestaanden.
Vaak bestaat er angst voor ziekten en onheil en wil men daarom de goden gunstig stemmen door rituelen.

## Voorkomen
Natuurreligies komen voor bij volkeren met een beschaving die vooral leven van, met en door de natuur. In dit verband wordt soms gesproken van natuurvolkeren.
Ze komen voornamelijk voor in Afrika en Latijns-Amerika en hebben in het verleden in veel beschavingen een belangrijke rol gespeeld, zoals in het oude Egypte, hetzij als officiële godsdienst, hetzij als bijgeloof. Ook de Indianen in Amerika hadden en hebben een natuurgodsdienstig geloof, evenals veel Aboriginals in Australië.

## Opkomst van het christendom
Voor de opkomst van het christendom in Europa, waren er ook in Europa verschillende natuurvolkeren, zoals de Germanen en de Kelten. Deze hadden allerlei heiligdommen in de natuur, zoals heilige bomen, menhirs en steencirkels.